# Марк Анний
Марк А́нний (лат. Marcus Annius; умер после 218 года до н. э.) — римский политический деятель из плебейского рода Анниев, триумвир по выведению колоний в 218 году до н. э. Вместе с консуляром Гаем Лутацием Катулом и преторием (бывшим претором) Гаем Сервилием Гемином основал римские колонии Плаценция и Кремона в землях галлов.Триумвиры не смогли довести раздел земель до конца из-за восстания бойев; перед лицом военной угрозы они бежали в Мутину, так как укрепления Плаценции показались им недостаточно надёжными. Учитывая статусы его коллег, антиковед Роберт Броутон предположил, что до 218 года до н. э. Марк Анний занимал должность претора.
Тит Ливий приводит альтернативные данные источников, согласно которым в организации колоний, наряду с Катулом, участвовали не Марк Анний и Гай Сервилий Гемин, а Маний Ацилий и Гай Геренний или Публий Корнелий Сципион Азина и Гай Папирий Мазон.